# Цисак, Александр
Александр «Алекс» Цисак (англ. Aleksander "Alex" Cisak; 19 мая 1989, Краков, Польша) — австралийский футболист польского происхождения, вратарь.

## Биография
Цисак родился в Кракове, Польша и переехал в Хобарт, Австралия в возрасте двух лет.
Цисак начинал свою футбольную карьеру в молодёжной команде «Лестер Сити» в 2004 году. Цисак подписал свой первый профессиональный контракт 5 мая 2007 года. Он присоединился к «Оксфорд Юнайтед» 25 сентября 2007 года, в качестве замены Крису Тардифу. Однако 22 октября он вернулся в «Лестер», не сыграв ни одного официального матча в «Оксфорд Юнайтед».
10 января 2008 года перешёл на время в клуб «Тамуэрт». 25 ноября 2008 Цисак в первый раз был взят на официальный матч, когда «Лестер» играл с «Крю Александра» 2-1 на стадионе «Кинг Пауэр», однако он остался на скамейке запасных.
8 июня 2009 Цисак подписал продление контракта с «Лестер Сити» ещё на шесть месяцев, то есть до декабря 2009 года.
Цисак присоединился к «Аккрингтон Стэнли» в июле 2010 года подписав двухлетний контракт после истечении контракта с «Лестер Сити» в конце сезона 2009/10. Дебютировал за клуб на Кубке Английской лиги в матче 10 августа против «Донкастер Роверс». Он быстро стал любимцем болельщиков. Выиграл ESPN PFA во Второй лиге как игрок месяца за март 2011 года. Во второй лиге Цисак играл дважды против «Стивениджа», но проиграл в обоих матчах.
После поражений в клубе Аккрингтон Стэнли Цисаку был предложен двухлетний контракт с «Олдем Атлетик» и 6 июля 2011 Цисак подписывает его. Дебютировал в клубе в первый же день сезона 2011/12, в матче футбольной Лиги против «Шеффилд Юнайтед». С тех пор, Цисак зарекомендовал себя в первой лиге. 5 ноября 2011 года, Цисак получил свою первую красную карточку в карьере, во время матча с «Бери» после того, как сбил Энди Бишопа в начале матча. В третьем Кубке Англии, он играл против «Ливерпуля» (5:1). В матче с «Уолсоллом» 14 февраля 2012 года, Цисак стал героем, когда спас команду от проигрыша. В конце марта Цисак получил травму плеча в матче против «Лейтон Ориент».

## Статистика
| Клуб              | Сезон   | Лига                     | Лига | Лига | Кубки Англии | Кубки Англии | Кубки Лиги | Кубки Лиги | Другие | Другие | Итого | Итого |
| Клуб              | Сезон   | Дивизион                 | Игры | Голы | Игры         | Голы         | Игры       | Голы       | Игры   | Голы   | Игры  | Голы  |
| ----------------- | ------- | ------------------------ | ---- | ---- | ------------ | ------------ | ---------- | ---------- | ------ | ------ | ----- | ----- |
| Лестер Сити       | 2007/08 | Чемпионат                | 0    | 0    | 0            | 0            | 0          | 0          | 0      | 0      | 0     | 0     |
| Лестер Сити       | 2008/09 | Первая лига              | 0    | 0    | 0            | 0            | 0          | 0          | 0      | 0      | 0     | 0     |
| Оксфорд Юнайтед   | 2007/08 | Национальная Конференция | 0    | 0    | 0            | 0            | 0          | 0          | 0      | 0      | 0     | 0     |
| Итого             | Итого   | Итого                    | 0    | 0    | 0            | 0            | 0          | 0          | 0      | 0      | 0     | 0     |
| Аккрингтон Стэнли | 2010/11 | Вторая лига              | 21   | 0    | 0            | 0            | 1          | 0          | 3      | 0      | 25    | 0     |
| Итого             | Итого   | Итого                    | 21   | 0    | 0            | 0            | 1          | 0          | 3      | 0      | 25    | 0     |
| Олдем Атлетик     | 2011/12 | Первая лига              | 38   | 0    | 4            | 0            | 1          | 0          | 4      | 0      | 47    | 0     |
| Олдем Атлетик     | 2012/13 | Первая лига              | 7    | 0    | 0            | 0            | 1          | 0          | 0      | 0      | 8     | 0     |
| Портсмут          | 2012/13 | Первая лига              | 1    | 0    | 0            | 0            | 0          | 0          | 0      | 0      | 1     | 0     |
| Итого             | Итого   | Итого                    | 45   | 0    | 4            | 0            | 2          | 0          | 4      | 0      | 55    | 0     |
| Итого             | Итого   | Итого                    | 67   | 0    | 4            | 0            | 3          | 0          | 7      | 0      | 81    | 0     |

## Награды
Австралия
- 2008 чемпион ASEAN
- U/20 Кубка мира, Египет

Аккрингтон Стэнли
- Вторая лига, игрок месяца премию, март 2011